# أسوبوس
أسوبوس (Ασωπός) هي مدينة في لاكونيا في مقاطعة كينتريكي إلادا في اليونان.
يبلغ عدد سكانها حوالي 1167   نسمة.